# Castello De Ponte-Vetoli
Il castello De Ponte-Vetoli è un palazzo-castello situato a Corcumello, frazione del comune di Capistrello, in Abruzzo. L'edificio prende il nome dalle famiglie nobili De Ponte (De Pontibus) e Vetoli.

## Storia e descrizione

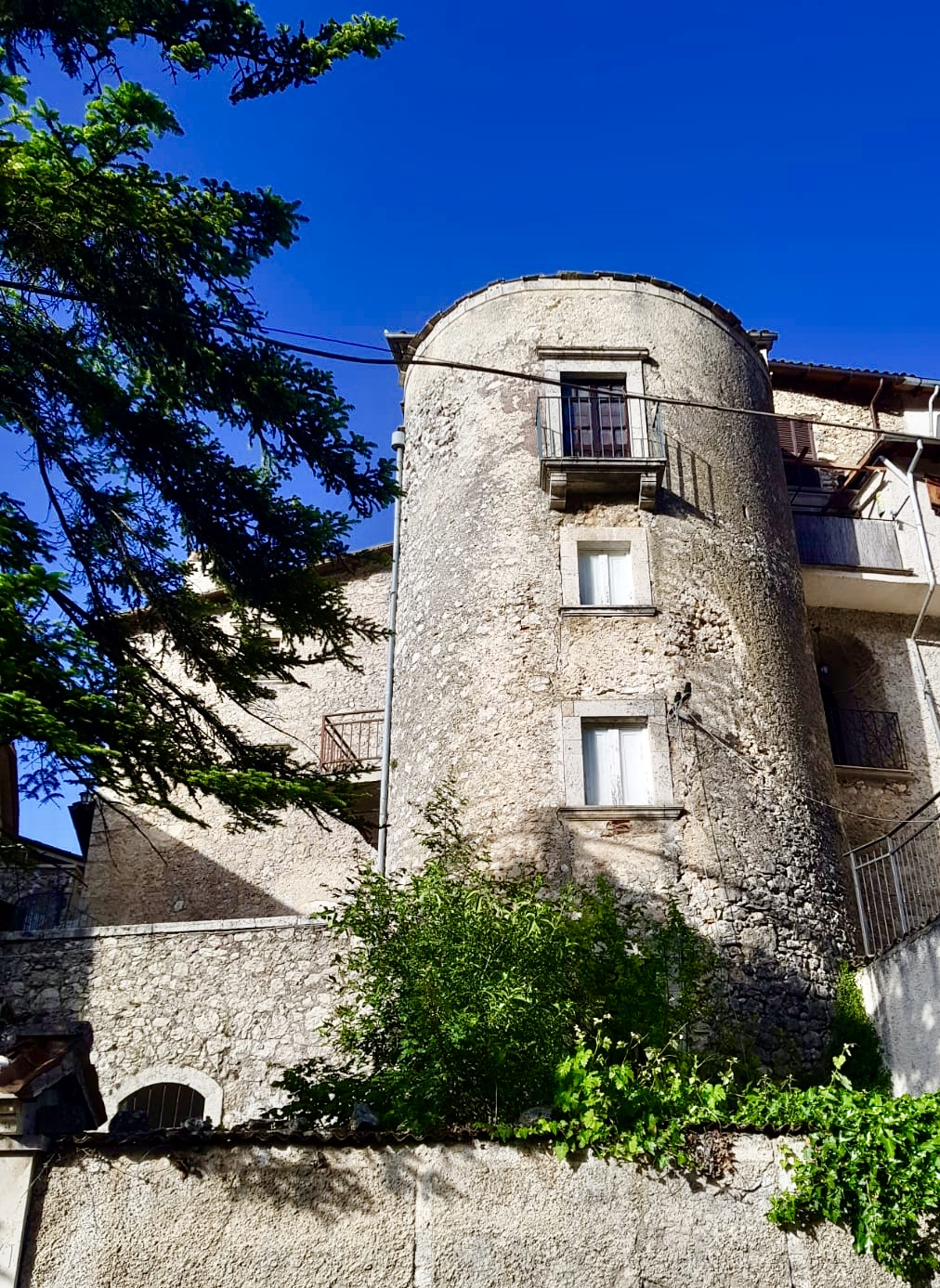
Torre semicilindrica posta lungo la recinzione perimetrale costituita da case-mura

Poco prima dell'avvento al potere dei Normanni nel territorio della contea dei Marsi, intorno alla metà del XII secolo, il centro fortificato era circondato da alcuni casali e torri. Intorno alla torre cintata di Corcinella, toponimo primordiale di Corcumello fino alla fine del Duecento, venne edificato da alcuni esponenti della famiglia nobile De Ponte (De Pontibus) il primitivo castello-recinto medievale. Furono in particolare Bartolomeo I De Ponte, con l'appoggio dei fratelli Todino e Rinaldo, e il figlio Oderisio I a sviluppare alla fine dello stesso secolo il piccolo centro di Corcinella con le due chiese di San Pietro e San Giovanni. La fortificazione, posta a ridosso di Collalto e non lontano dal valico di monte Girifalco e dall'omonimo castello di Pagliara, permise il controllo della zona di passaggio tra i piani Palentini e la valle di Nerfa e tra la Marsica e Roma.
Nel XIII secolo, la contea di Tagliacozzo vide salire gradualmente al potere gli Orsini, mentre i De Ponte mantennero alcuni feudi come Corcumello, Marano e Pereto. In questo contesto di maggiore presenza e controllo del territorio svilupparono nel secolo successivo la fortificazione e innalzarono le torri squadrate.
Nel 1390 gli Orsini acquisirono anche il feudo di Corcumello, lasciando tuttavia ai De Ponte il governo del territorio. Buzia (o Tuzia), ultima erede del ramo locale di questa famiglia, sposò Sante Vetoli, e con l'assenso e l'appoggio del fratello Giovambattista De Ponte, vescovo di Nepi e Sutri e di Bitonto dal 1473 al 1500, fece avviare i lavori di adeguamento e di ampliamento del palazzo-castello. Fu inglobata la struttura preesistente e realizzato il giardino pensile al posto del cortile, furono sostituite le quattro torri a base quadrata con le torri rompitratta semicircolari, mentre la torre-mastio aragonese fu abbassata e dotata di finestre monofore e bifore. Nel corso del Cinquecento fu ampiamente restaurata, ingrandita e impreziosita la contigua chiesa di San Nicola.
Con la salita al potere dei Colonna e la nascita del ducato di Tagliacozzo il nuovo feudatario locale Baldassarre Vetoli, alla fine del Quattrocento, iniziò la costruzione della nuova ala di tre piani del palazzo che affiancata alla struttura preesistente rese il complesso nobiliare uno tra i più grandi del territorio marsicano. Il nuovo cortile fu ultimato nei primi anni del secolo successivo.
L'ultimo erede dei Vetoli a vivere nell'edificio fu Luigi nella prima metà del Novecento. I nobili Marimpietri, presenti a Corcumello dalla prima metà dell'Ottocento, s'imparentarono con i Vetoli; gli eredi conservano una parte della struttura, mentre nella vicina città di Avezzano la famiglia fu proprietaria di un palazzo che, affacciato su piazza San Bartolomeo, crollò completamente a causa del terremoto del 1915.